# یو کیونگ هوا
یو کیونگ هوا (انگلیسی: Yu Kyung-hwa؛ زادهٔ ۲۲ دسامبر ۱۹۵۳) بازیکن والیبال اهل کره جنوبی است.